# Toàn giác
Toàn giác là một khái niệm triết học được sử dụng trong Phật giáo để chỉ trình độ nhận thức ở mức đã biết rõ vạn vật do đó đã nhận thức được chân lý, còn được gọi là giác ngộ. Khi đã giác ngộ, người ta vượt qua sự vô minh, tránh được duyên khởi do đó được giải thoát, tách ra khỏi sự luân hồi và an nhiên. Phật giáo xem Tất-đạt-đa Cồ-đàm là bậc toàn giác do đó ông đạt đến sự giải thoát. Ông là người đã nắm được chân lý hay còn gọi là giác ngộ.
Kinh Phạm võng viết:
| “ | Như Lai tuệ tri như thế này: "Những sở kiến ấy, chấp trước như vậy, sẽ đưa đến cõi thú như vậy, sẽ tác thành những định mạng như vậy". Như Lai tuệ tri như vậy, Ngài lại tuệ tri hơn thế nữa, và Ngài không chấp sở tri ấy. Nhờ không chấp trước sở tri ấy, nội tâm được tịch tịnh. Ngài như thật tuệ tri sự tập khởi, sự diệt trừ của các thọ, vị ngọt, những nguy hiểm và sự xuất ly của chúng. Nhờ tuệ tri vậy, này các Tỷ-kheo, Như Lai được giải thoát hoàn toàn, không có chấp thủ. Những pháp ấy, này các Tỷ-kheo, là những pháp sâu kín, khó thấy, khó chứng, tịch tịnh, mỹ diệu, vượt ngoài tầm của luận lý suông, tế nhị, chỉ những người có trí mới có thể phân biệt. Những pháp ấy Như Lai đã tự chứng tri, giác ngộ và truyền thuyết. | ” |

Tuy nhiên theo Tagore "Chân lý tuyệt đối, cái không thể nhận thức một cách riêng biệt bởi trí tuệ cá nhân hay mô tả bằng ngôn ngữ, mà chỉ có thể nhận thức bởi sự tổng hòa tất cả mọi cá thể trong sự vô tận của chúng" .